# Синельников, Ефим Маркович
Ефим Маркович Синельников (11 мая 1905 года, Екатеринослав — 30 июля 1994 года, Новочеркасск) — специалист области электромеханики, вычислительной техники, электромашиностроения, доктор технических наук (1948), профессор кафедры «Электрических машин» Новочеркасского политехнического института (1954).

## Биография
Ефим Маркович Синельников родился 11 мая 1905 года в Екатеринославе (ныне город Днепр, Украина).
Состоял студентом Московской городской академии. В 1925 году перешёл на электротехнический факультет Харьковского технологического института, который окончил в 1928 году со званием инженера-электрика. Устроился на работу инженером в бюро исследования на Харьковский электромеханический завод. С 1932 годы работал на заводе в должности начальника отдела по электроприводу. Одновременно он преподавал в Украинском физико-техническом институте.
С 1937 года Ефим Маркович работал на заводе «Вольта» в городе Баранча Свердловской области инженером-исследователем, потом работал московском Институте экспериментальной медицины. С 1942 года он служил в армии, был участником Великой Отечественной войны. Однако был отозван на работу в НИИ связи РККА. В октябре 1943 года Е. М. Синельников защитил в Московском энергетическом институте кандидатскую диссертацию, посвященную развитию теории преобразования постоянного тока в переменный с помощью ионных выпрямителей. В 1948 году защитил докторскую диссертацию, связанную влиянием высших гармоник электрического поля на функционирование асинхронных двигателей.
После защиты докторской диссертации работал начальником сектора в НИИ Министерства электропромышленности, в 1951 года работал начальником лаборатории в «Сталинградстрое», одновременно преподавал в Сталинградском сельхозинституте (ныне Волгоградский государственный аграрный университет).
С 1953 года Е. М. Синельников работал на электромеханическом факультете Новочеркасского политехнического института (ныне Южно-Российский государственный политехнический университет). Был заведующим кафедрой «Электрических машин». На кафедре он создал лабораторию вычислительной техники, позднее выросшую в вычислительный центр.
Область научных интересов: теория и методы расчета электрических машин, преобразование постоянного тока в переменный с помощью ионных выпрямителей.
Синельников является автором около 100 научных работ, связанных с теорией электрических машин. Под его руководством было подготовлено и защищено 6 докторских и более 60 кандидатских диссертаций.
Ефим Маркович Синельников в разные годы был председателем головного совета по электромашиностроению, электрооборудованию и электроаппаратостроению Минвуза РСФСР, редактором журнала «Электромеханика», зам. председателя совета по присуждению докторских степеней по электрическим машинам.
Был награждён орденом Трудового Красного Знамени и медалями.
Умер 30 июля 1994 года в Новочеркасске.